# Olimpiadi degli scacchi del 1933
Le Olimpiadi degli scacchi del 1933 si svolsero a Folkestone, in Gran Bretagna, dal 12 al 23 luglio. Furono la quinta edizione ufficiale della competizione, e l'unica gara fu un torneo open, sebbene nello stesso periodo e sede di gioco fu disputato il quarto campionato del mondo femminile. Contestualmente vi fu anche un congresso della FIDE.

## Organizzazione
Le Olimpiadi avrebbero dovuto svolgersi in Spagna nel 1932, ma questa fu costretta a rinunciare a causa di problemi finanziari. Gli Stati Uniti proposero di organizzare l'evento a Chicago, ma questa opzione fu scartata in favore di Folkestone.

## Torneo
Al torneo parteciparono 71 giocatori di 15 nazioni diverse; l'Estonia, sebbene iscritta, non partecipò; questa fu l'edizione delle Olimpiadi con meno squadre iscritte. Il torneo si svolse con la formula del girone unico (tutti giocarono contro tutti), su quattro scacchiere; ogni squadra poteva portare anche una riserva, sebbene Svezia, Lettonia, Belgio e Islanda non sfruttarono questa possibilità.
La competizione fu vinta dagli Stati Uniti, i quali dominarono particolarmente nei primi turni; dopo il settimo, avevano infatti cinque punti di vantaggio sulla Lituania, che era seconda. Questa fu sconfitta dagli Stati Uniti per 4-0 al 12º turno, mentre la Cecoslovacchia, mentre cercava di recuperare lo svantaggio, perse con la Francia, mentre l'unica sconfitta degli Stati Uniti venne dalla Svezia al penultimo turno.

### Risultati assoluti
| Pos. | Squadra        | Scacchiere                 | Scacchiere         | Scacchiere         | Scacchiere         | Scacchiere                   | Punti |
| Pos. | Squadra        | Prima                      | Seconda            | Terza              | Quarta             | Quinta (riserva)             | Punti |
| ---- | -------------- | -------------------------- | ------------------ | ------------------ | ------------------ | ---------------------------- | ----- |
|      | Stati Uniti    | Isaac Kashdan              | Frank Marshall     | Reuben Fine        | Arthur Dake        | Albert Simonson              | 39    |
|      | Cecoslovacchia | Salo Flohr                 | Karel Treybal      | Josef Rejfíř       | Karel Opočenský    | Karel Skalička               | 37,5  |
|      | Svezia         | Gideon Ståhlberg           | Gösta Stoltz       | Erik Lundin        | Karl Berndtsson    |                              | 34    |
| 4    | Polonia        | Savelij Tartakover         | Paulino Frydman    | Teodor Regedziński | Izaak Appel        | Kazimierz Makarczyk          | 34    |
| 5    | Ungheria       | Géza Maróczy               | Lajos Steiner      | Árpád Vajda        | Kornél Havasi      | Andor Lilienthal             | 34    |
| 6    | Austria        | Ernst Grünfeld             | Erich Eliskases    | Glass              | Hans Müller        | Igel                         | 33,5  |
| 7    | Lituania       | Vladas Mikėnas             | Povilas Vaitonis   | Isakas Vistaneckis | Markas Luckis      | Leonardas Abramavičius       | 30,5  |
| 8    | Francia        | Aleksandr Alechin          | Louis Betbeder     | Victor Kahn        | Marcel Duchamp     | Voisin                       | 28    |
| 9    | Lettonia       | Fricis Apšenieks           | Vladimirs Petrovs  | Movsas Feigins     | Wolfgang Hasenfuss |                              | 27,5  |
| 10   | Inghilterra    | Mir Sultan Khan            | George Alan Thomas | William Winter     | Michell            | Conel Hugh O'Donel Alexander | 27    |
| 11   | Italia         | Stefano Rosselli del Turco | Mario Monticelli   | Antonio Sacconi    | Federico Norcia    | Campolongo                   | 24,5  |
| 12   | Danimarca      | Erik Andersen              | Jens Enevoldsen    | Gemzøe             | Bjørn Nielsen      | J. Nielsen                   | 22,5  |
| 13   | Belgio         | Victor Soultanbeieff       | Arthur Dunkelblum  | Engelmann          | Paul Devos         |                              | 17    |
| 14   | Islanda        | Ásgeirsson                 | Gilfer             | Þorvaldsson        | Sigurðsson         |                              | 17    |
| 15   | Scozia         | William Fairhurst          | Page               | MacIsaac           | MacKenzie          | Combe                        | 14    |

### Risultati individuali
Furono assegnate medaglie ai tre giocatori di ogni scacchiera con le migliori percentuali di punti per partita.
|                             | Giocatore                    | Punti            | Partite          | %                |
| Prima scacchiera            | Prima scacchiera             | Prima scacchiera | Prima scacchiera | Prima scacchiera |
| --------------------------- | ---------------------------- | ---------------- | ---------------- | ---------------- |
|                             | Aleksandr Alechin            | 9,5              | 12               | 79,2             |
|                             | Isaac Kashdan                | 10               | 14               | 71,4             |
|                             | Savielly Tartakower          | 9                | 14               | 64,3             |
|                             | Salo Flohr                   | 9                | 14               | 64,3             |
| Seconda scacchiera          |                              |                  |                  |                  |
|                             | Frank Marshall               | 7                | 10               | 70,0             |
|                             | Louis Betbeder               | 8                | 12               | 66,7             |
|                             | Paulino Frydman              | 7,5              | 12               | 62,5             |
| Terza scacchiera            |                              |                  |                  |                  |
|                             | Erik Lundin                  | 10               | 14               | 71,4             |
|                             | Reuben Fine                  | 9                | 13               | 69,2             |
|                             | Movsas Feigins               | 9                | 14               | 64,3             |
| Quarta scacchiera           |                              |                  |                  |                  |
|                             | Karel Opočenský              | 11,5             | 13               | 88,5             |
|                             | Arthur Dake                  | 10               | 13               | 76,9             |
|                             | Hans Müller                  | 9                | 13               | 69,2             |
| Quinta scacchiera (riserva) |                              |                  |                  |                  |
|                             | Andor Lilienthal             | 10               | 13               | 76,9             |
|                             | Leonardas Abramavičius       | 6                | 9                | 66,7             |
|                             | Conel Hugh O'Donel Alexander | 7                | 11               | 63,6             |

#### Medaglie individuali per nazione
| Nazione        |   |   |   | Totali |
| -------------- | - | - | - | ------ |
| Stati Uniti    | 1 | 3 | 0 | 4      |
| Francia        | 1 | 1 | 0 | 2      |
| Cecoslovacchia | 1 | 0 | 1 | 2      |
| Svezia         | 1 | 0 | 0 | 1      |
| Ungheria       | 1 | 0 | 0 | 1      |
| Lituania       | 0 | 1 | 0 | 1      |
| Polonia        | 0 | 0 | 2 | 2      |
| Lettonia       | 0 | 0 | 1 | 1      |
| Austria        | 0 | 0 | 1 | 1      |
| Inghilterra    | 0 | 0 | 1 | 1      |